# Oliarus exigua
Oliarus exigua är en insektsart som beskrevs av Frederick Arthur Godfrey Muir 1924. Oliarus exigua ingår i släktet Oliarus och familjen kilstritar.
Artens utbredningsområde är Singapore. Inga underarter finns listade i Catalogue of Life.